# Bérangère Vattier
Pour les articles homonymes, voir Vattier.
Bérangère Vattier est une comédienne française, née le 13 juin 1941 dans le 15e arrondissement de Paris, et morte le 10 octobre 2001 dans le 12e arrondissement de Paris d'un cancer.
Elle est la fille du comédien  Robert Vattier.
Elle est mariée de 1963 à 1983 à l'acteur Robert Etcheverry. Ils ont eu une fille, prénommée Brune.

## Filmographie

### Cinéma
- 1959 : Faibles femmes, film de Michel Boisrond
- 1961 : Par-dessus le mur, film de Jean-Paul Le Chanois
- 1961 : Mélancholia, court métrage de Guy Gilles
- 1972 : L'Œuf (de Félicien Marceau), film de Jean Herman : Justine Magis

### Télévision
- 1961 : L'Eventail de Lady Windermere, (une pièce d'Oscar Wilde), téléfilm de François Gir : Agatha
- 1961 : Le jaloux honteux de l'être (une comédie de Charles Dufresny), téléfilm de Colette Thiriet : Hortense
- 1961 : Monsieur Codomat (une pièce de Tristan Bernard), téléfilm de François Gir : la bonne
- 1961 : Le Temps des copains, série télévisée de Robert Guez : Microbe
  - épisode  8 : Les encouragements de Michel-Ange
  - épisode  12 : Microbe, c'est tout un monde !
  - épisode  13 : Sur le quai
  - épisode  14 : Au Montparnasse
  - épisode  15 : Tout pour l'honneur
  - épisode  16 : Le duel
  - épisode  21 : À la recherche de la tendresse perdue
  - épisode  23 : Le gai Paris
  - épisode  46 : Bilan sentimental
- 1962 : Les Trois Chapeaux claques, téléfilm de Jean-Pierre Marchand : Sagra
- 1964 : Un jour à Enghien (une pièce policier de Frédéric Raynaud), téléfilm de Jean-Jacques Cornu : Juliette
- 1965 : Les Boulingrin (un vaudeville de Georges Courteline), réalisation de François Gir : Félicie
- 1966 : Les Voyageurs de l'espace (une pièce de Maurice Toesca), réalisation de Edmond Tyborowski : Ganymède
- 1969 : Agence Intérim (épisode "Chaperon"), série télévisée de Marcel Moussy et Pierre Neurrisse : Patricia
- 1971 : Samedi soir : émission du 25 septembre 1971, réalisation de Georges Folgoas
- 1973 : La Feuille de Bétel (du roman de Jeanne Cressanges), feuilleton télévisé d'Odette Collet : Ti Bâ
- 1973 : Le Renard et Les Grenouilles, feuilleton télévisé de Jean Vernier : Agnès Ferval
- 1973 : Les Ecrivains (du roman de Michel de Saint Pierre), téléfilm de Robert Guez : Odette Merlot

## Théâtre
- 1958 : Gonzalo sent la violette de Robert Vattier et Albert Rieux, mise en scène de Maurice Teynac, théâtre Saint-Georges
- 1958 : L'Année du bac de José-André Lacour, mise en scène d'Yves Robert, théâtre Édouard VII
- 1965 : Liola de Luigi Pirandello, mise en scène de Bernard Jenny, théâtre du Vieux-Colombier